# Val van Kabul (2021)
De val van Kabul vond plaats op 15 augustus 2021 en betekende de overname van de Afghaanse hoofdstad door de moslimfundamentalistische taliban en de teloorgang van de in 2004 met westerse steun opgerichte Islamitische Republiek Afghanistan. Tevens markeert deze gebeurtenis de landelijke terugkeer van het in 2001 verdreven taliban-emiraat en het einde van de oorlog die sindsdien woedde in het land.
De Doha-overeenkomst tussen de Verenigde Staten en de taliban, ondertekend op 29 februari 2020, wordt gezien als een van de hoofdfactoren die de ineenstorting van de Afghaanse nationale defensie- en veiligheidstroepen (ANDSF) bewerkstelligden. Na ingang van deze overeenkomst verminderden de VS hun luchtsteun drastisch en werd de ANDSF een cruciale troef in de strijd tegen de taliban ontnomen.

## Verloop

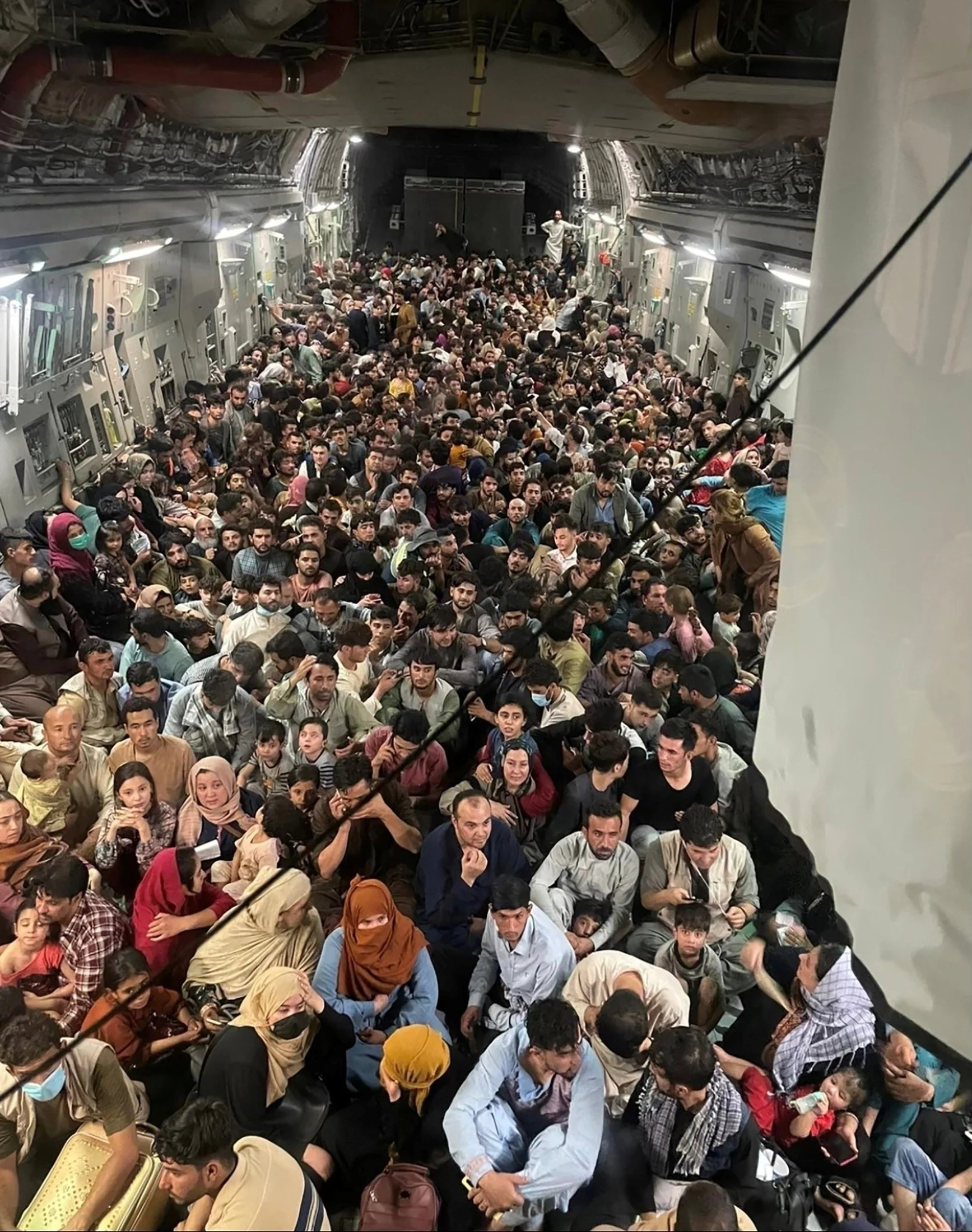
Een C-17 Globemaster III transportvliegtuig van de Amerikaanse luchtmacht vervoert 823 vluchtelingen uit Afghanistan

Reeds maanden voor de val van de stad schatten velen in de Amerikaanse inlichtingengemeenschap in dat Kabul minstens zes maanden nadat de terugtrekking van de Amerikaanse troepen uit Afghanistan was voltooid, zou worden ingenomen. Maar vanaf mei 2021, nog terwijl de terugtrekking plaatsvond, waren de taliban al in staat om de meeste provincies van Afghanistan snel achtereen in te nemen middels een groot offensief. Gedurende deze periode daalden de schattingen voor de levensduur van de Afghaanse republiek aanzienlijk. Uiteindelijk gaf de Amerikaanse president Joe Biden op 16 augustus toe dat de ineenstorting zich "sneller ontwikkelde dan [men] had verwacht".
Tussen 14 en 31 augustus 2021 hebben de VS en hun coalitiepartners meer dan 123.000 mensen uit Afghanistan geëvacueerd via een luchtbrug vanaf de internationale luchthaven Hamid Karzai in Kabul. Tijdens de evacuatie bleef de luchthaven, ondanks de ineenstorting van de Afghaanse regering, onder militaire controle van de NAVO en de VS. Tot de evacués behoorden diplomatiek, militair en burgerpersoneel uit binnen- en buitenland, en kwetsbare Afghanen zoals journalisten en mensenrechtenverdedigers. Tijdens de evacuaties ontstond een grote oploop waarbij duizenden mensen de luchthaven bestormden en ten minste 11 personen omkwamen toen ze door de menigte onder de voet werden gelopen. In de paniek klampten een aantal mensen zich vast aan vertrekkende vliegtuigen, van deze verstekelingen bekochten in ieder geval zes personen dit met de dood.
Bij het Nederlandse ministerie van Buitenlandse Zaken meldden zich aanvankelijk 1.250 mensen voor evacuatie, tot 25 augustus waren 500 personen reeds vertrokken. De groep evacuees met Nederland als eindbestemming bestond grotendeels uit voormalige asielzoekers die Afghanistan eerder waren ontvlucht, maar waren teruggekeerd voor vakantie en familiebezoek. Aan een oproep van de Nederlandse ambassade op 5 augustus om het land op eigen initiatief te verlaten hadden zij geen gehoor gegeven. De rest waren Afghaans ambassadepersoneel, judiciële medewerkers, tolken en andere helpers, inclusief hun gezinnen. Tussen 15 en 26 augustus evacueerde Nederland in totaal 1.860 mensen, nog eens 2.591 personen volgden tussen begin september en 30 november 2021.
De Belgische evacuatieoperatie "Red Kite", bestaande uit een drietal C-130 Hercules transportvliegtuigen en 200 militairen, hielp tussen 18 augustus en 4 september 1.434 mensen Afghanistan te ontvluchten. Tot 17 januari 2022 arriveerden nog eens 170 achterblijvers via Qatar, gevolgd door 70 personen middels Pakistan.
Op 26 augustus vond er een zware bomaanslag plaats op de luchthaven, waarbij meer dan 183 mensen de dood vonden en meer dan 150 gewonden vielen. De aanval werd opgeëist door Islamitische Staat in de Provincie Khorasan, de plaatselijke afdeling van de salafistische jihadbeweging Islamitische Staat die sinds januari 2015 actief is in Afghanistan en Pakistan.
De 18-daagse luchtbrug geldt als de grootste niet-gevechtsgerelateerde evacuatieoperatie in de militaire geschiedenis van de VS, waarbij alleen Amerikaanse militairen al 79.000 burgers via de luchthaven in veiligheid wisten te brengen. Toch waren ook na de terugtrekking van de VS een groep van ongeveer 1.000 mensen, onder wie Amerikaanse staatsburgers en Afghanen met Amerikaanse visa, in Kabul achtergebleven. Op 13 september meldde Amerikaans minister van Buitenlandse Zaken Antony Blinken dat het om enkele duizenden Amerikaanse ingezetenen en zo'n honderd Amerikaanse staatsburgers ging.